# Lamprologus

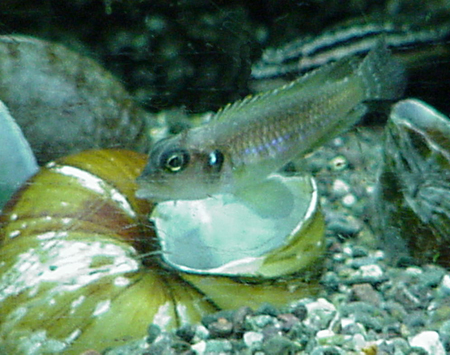
Mascle de Lamprologus ocellatus

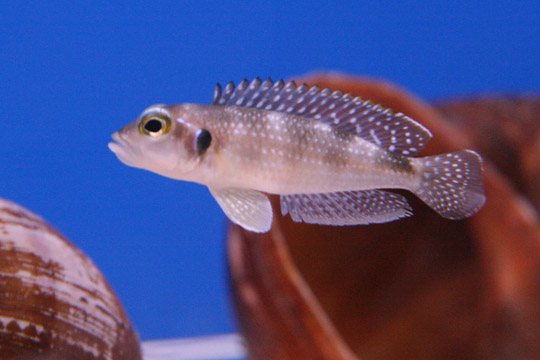
Lamprologus meleagris

Lamprologus és un gènere de peixos de la família dels cíclids i de l'ordre dels perciformes que es troba a Àfrica.

## Taxonomia
- Lamprologus callipterus (Boulenger, 1906)
- Lamprologus congoensis (Schilthuis, 1891)
- Lamprologus finalimus (Nichols & La Monte, 1931)
- Lamprologus kungweensis (Poll, 1956)
- Lamprologus laparogramma (Bills & Ribbink, 1997)
- Lamprologus lemairii (Boulenger, 1899)

- Lamprologus lethops (Roberts & Stewart, 1976)
- Lamprologus meleagris (Büscher, 1991)
- Lamprologus mocquardi (Pellegrin, 1903)
- Lamprologus mocquardi (Pellegrin, 1903)
- Lamprologus multifasciatus (Boulenger, 1906)
- Lamprologus ocellatus (Steindachner, 1909)
- Lamprologus ornatipinnis (Poll, 1949)
- Lamprologus signatus (Poll, 1952)
- Lamprologus speciosus (Büscher, 1991)
- Lamprologus stappersi (Pellegrin, 1927)
- Lamprologus symoensi (Poll, 1976)
- Lamprologus teugelsi (Schelly & Stiassny, 2004)[2]
- Lamprologus tigripictilis (Schelly & Stiassny, 2004)[2]
- Lamprologus tumbanus (Boulenger, 1899)
- Lamprologus werneri (Poll, 1959)[3][4][5][6][7][8][9][10]